# 아쓰타진구니시역
아쓰타진구니시역(일본어: 熱田神宮西駅, あつたじんぐうにしえき)은 일본 아이치현 나고야시 아쓰타구에 위치한 철도역이다.

## 타는 곳
상대식 승강장 2면 2선 지하역.
| 1 | ■ 메이조 선 | 아라타마바시·야고토 방면 |
| 2 | ■ 메이조 선 | 가나야마·사카에 방면     |

## 역세권 정보
- 아쓰타 구역소
- 아쓰타 도서관
- 아쓰타 문화 소극장
- 아쓰타 신궁
  - 아쓰타 신궁 공원
- 아쓰타역 - JR 도카이도 본선
- 진구마에 역 - 나고야 철도 나고야 본선
- 국도 제19호선

## 역사
- 1974년 3월 30일: 진구니시역으로 영업 개시.
- 2023년 1월 4일: 역명을 아쓰타진구니시역으로 개명.

## 사진

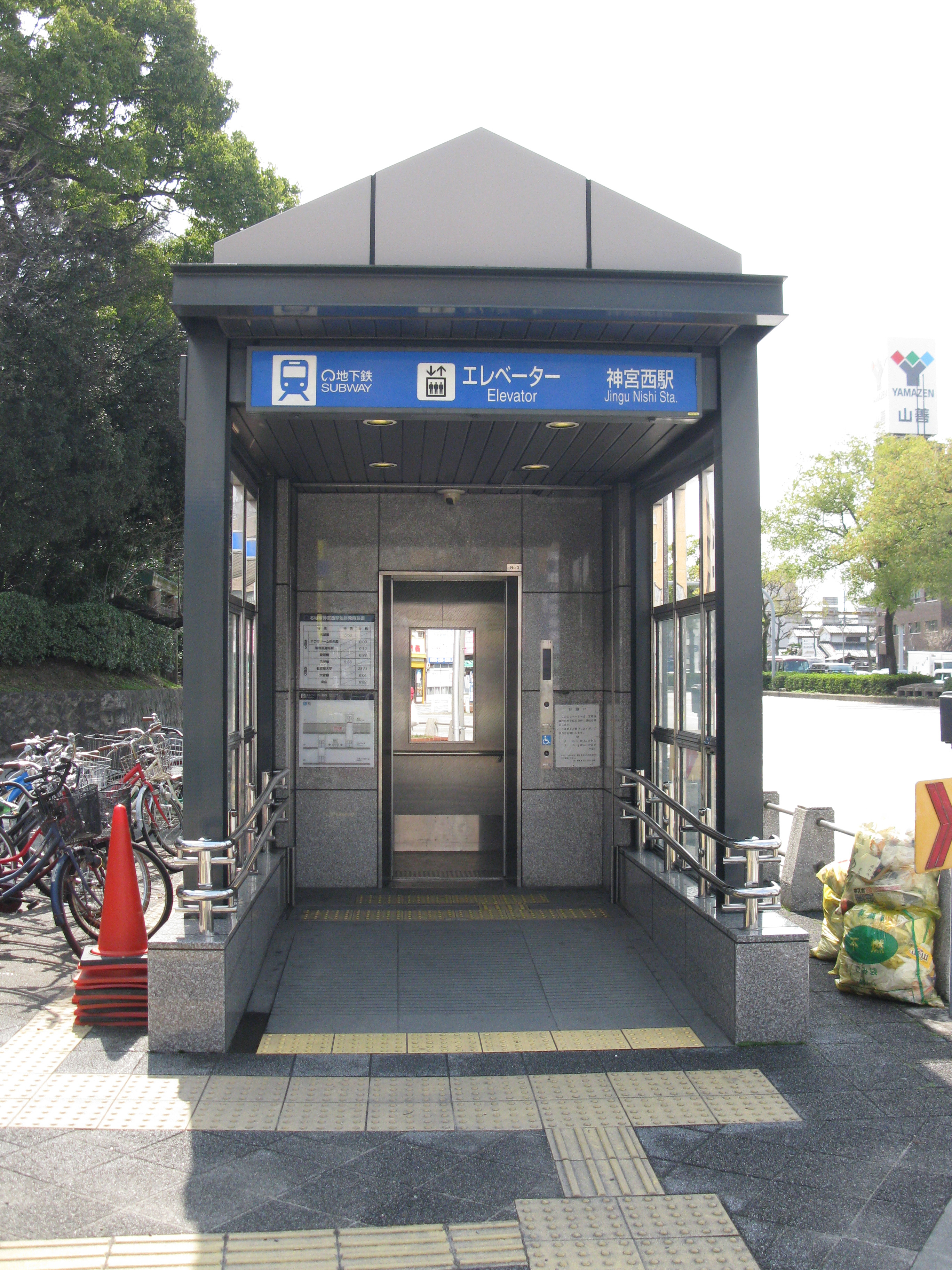
엘리베이터

## 인접역
| 나고야 지하철 ■ 메이조 선       | 나고야 지하철 ■ 메이조 선 | 나고야 지하철 ■ 메이조 선   |
| ------------------------------- | ------------------------- | --------------------------- |
| M 26 아쓰타진구텐마초 외선 순환 |                           | M 28 니시타카쿠라 내선 순환 |